# 小田文行
小田 文行（おだ ぶんこう、1861年12月9日（文久元年11月8日） - 1921年（大正10年）4月1日）は、日本の政治家。衆議院議員（1期）。

## 経歴
岩手県出身。宇部村(現・久慈市)会議員、同村長、九戸郡会議員、岩手県会議員、所得税調査委員、徴兵参事員、九戸馬産会員となる。
1904年の第9回衆議院議員総選挙において岩手県郡部から憲政本党公認で立候補してトップ当選した。衆議院議員を1期務め、1908年の第10回衆議院議員総選挙には不出馬。1921年死去。